# Turmhügel Trametsried
Der Turmhügel Trametsried ist eine abgegangene mittelalterliche Turmhügelburg (Motte) am Südrand von Trametsried, einem Gemeindeteil der Gemeinde Kirchdorf im Wald im Landkreis Regen in Bayern. Die Anlage wird als Bodendenkmal unter der Aktennummer D-2-7045-0001 als „mittelalterlicher Turmhügel mit Wassergraben und Außenwall“ geführt.

## Beschreibung
Der Turmhügel liegt am Südrand von Trametsried. Die Anlage hatte eine Größe von 70 m im Durchmesser. Gegen das Tal war er durch einen Damm abgesichert. Die mit Wassergraben und Außenwall gesicherte Mottenanlage ist durch moderne Bebauung stark gestört.